# Tjänsteställningstecken i Technisches Hilfswerk
Tjänsteställningstecken i Technisches Hilfswerk visar den hierarkiska ordningen i Tysklands federala myndighet för tekniskt bistånd. 

## Heltidsanställd personal
| Präsident generaldirektör | Vizepräsident överdirektör | Landesbeauftragter delstatsanvarig Leiter der Bundesschule chef för centralskolan Abteilungsleiter avdelningschef Beauftragter für das Ehrenamt ansvarig för frivilligverksamheten | Referatsleiter byråchef Schulmanager skolledare Leiter des Leitungsstabes chef för ledningsstaben | Referent enhetschef |
| ------------------------- | -------------------------- | --- | ------------------------------------------------------------------------------------------------- | ------------------- |
|                           |                            | |                                                                                                   |                     |

| Geschäftsführer kanslisamordnare | Sachbearbeiter handläggare Fachlehrer facklärare | Bürosachbearbeiter kansliadministratör Ausbilder instruktör | Kraftfahrer fordonsförare Gerätehandwerker materieltekniker |
| -------------------------------- | ------------------------------------------------ | ----------------------------------------------------------- | ----------------------------------------------------------- |
|                                  |                                                  |                                                             |                                                             |

## Frivilliga
|  |  |  |  |  |

|  |  |  |  |  |

## Facktecken

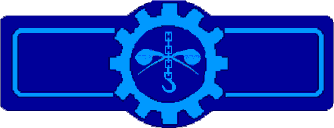
CBRN-skyddsman
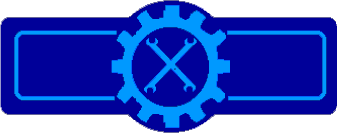
Maskinskötare
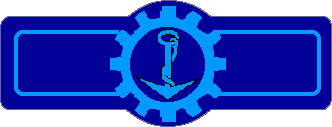
Motorbåtsförare
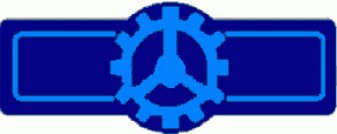
Motorfordons- förare
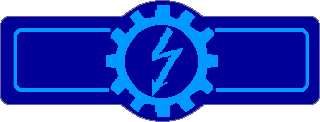
Radiotelefonist
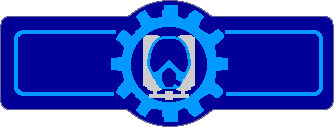
Rökdykare
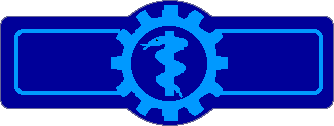
Sjukvårdare
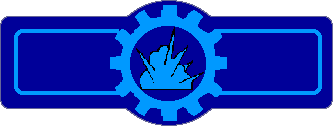
Sprängutbildad